# Darney-aux-Chênes
Darney-aux-Chênes település Franciaországban, Vosges megyében. Lakosainak száma 62 fő (2022. január 1.). Darney-aux-Chênes Longchamp-sous-Châtenois, Ollainville, Rouvres-la-Chétive, Sandaucourt és Châtenois községekkel határos.

## Népesség
A település népességének változása:
| Lakosok száma | 56   | 58   | 62   | 63   | 64   | 66   | 67   | 64   | 62   |
|               | 2013 | 2015 | 2016 | 2017 | 2018 | 2019 | 2020 | 2021 | 2022 |